# Cot Kulam (berg)
Cot Kulam är ett berg i Indonesien.   Det ligger i provinsen Aceh, i den västra delen av landet, 1 900 km nordväst om huvudstaden Jakarta. Toppen på Cot Kulam är 617 meter över havet. Cot Kulam ligger på ön Pulau We.
Terrängen runt Cot Kulam är huvudsakligen kuperad, men söderut är den platt. Havet är nära Cot Kulam åt sydväst. Cot Kulam är den högsta punkten i trakten. Närmaste större samhälle är Sabang, 9,3 km norr om Cot Kulam. 